# Bishop Bullwinkle
Bishop Bullwinkle (eigentlich Bernard Thomas; * 22. August 1948 in Tampa; † 16. Juni 2019) war ein US-amerikanischer Sänger.
Er erreichte vor allem in den USA durch sein Lied Hell 2 Da Naw Naw, das auf Youtube millionenfach gesehen wurde, überregionale Popularität.

## Hell 2 Da Naw Naw
Das Lied thematisiert die von ihm empfundene Scheinheiligkeit, die er in den Jahren seiner Berufsausübung in seiner Gemeinde in Alabama erfahren haben soll: I got peoples in the church they hugging you, they claim that they love you to death …But time they get home they on the telephone, talking about they can't stand your breath (deutsch für: Ich habe Leute in der Kirche, die einen umarmen, meinen, sie lieben Dich bis zum Umfallen, aber sobald zu Hause, am Telefon davon reden, dass sie Dich nicht ausstehen können.) I got peoples in the church smoking weed, drinking whiskey, Drinking vodka, lots of gin…Talking about Can I get a amen…I got some hoes and dope baggers they coming in…and now they're laying at the altar and they're confes-sing their sins…Time you see them Monday morning, doing the same thing again (deutsch für: Ich habe Leute in meiner Kirche, die Marihuana rauchen, Whiskey trinken, Vodka trinken, und viel Gin…(die) reden (fragen) „Kann ich ein Amen bekommen“…Ich habe Huren und Drogenbettler…und nun liegen sie am Altar und beichten ihre Sünden…Zeit, sie Montag morgens zu sehen, wenn sie dasselbe wieder tun.) Der Chorus Hell naw, to the naw naw naw (Hell to the naw) war seiner Aussage nach seine Ablehnung gegenüber den Klagen einiger Angehöriger seiner Gemeinde vor Gott, über teils selbst verursachtes Leid, sowie seine Ablehnung gegenüber dem Einnehmen einer Opferrolle vor Gott, anstatt seine Probleme anzugehen.

## Tod
Thomas starb am 16. Juni 2019 infolge eines Herzinfarktes.